# تشرونی ویزد (ناحیه پراگ-غرب)
تشرونی ویزد (ناحیه پراگ-غرب) (به چکی: Červený Újezd) یک منطقهٔ مسکونی در جمهوری چک است که در ناحیه پراگ-غرب واقع شده‌است. تشرونی ویزد ۵٫۳۴ کیلومتر مربع مساحت و ۱٬۰۳۳ نفر جمعیت دارد و ۴۰۱ متر بالاتر از سطح دریا واقع شده‌است.